# Davallia magellanica
Davallia magellanica là một loài dương xỉ trong họ Davalliaceae. Loài này được Desv. mô tả khoa học đầu tiên năm 1811.
Danh pháp khoa học của loài này chưa được làm sáng tỏ. 